# Leucocoryne praealta
Leucocoryne praealta är en amaryllisväxtart som beskrevs av Pierfelice Ravenna. Leucocoryne praealta ingår i släktet Leucocoryne och familjen amaryllisväxter. Inga underarter finns listade i Catalogue of Life.